# سلاح مقدس
سلاح مقدس (انگلیسی: Holy Weapon) فیلم سینمایی در ژانر ووشیا هنگ کنگ محصول سال ۱۹۹۳ به کارگردانی وانگ جینگ است. عنوان چینی این فیلم به معنی هفت شاهزاده خانم است.